# Czynadijewo (przystanek kolejowy)
Czynadijewo (ukr. Чинадієво, ros. Чинадиево) – przystanek kolejowy w miejscowości Czynadijowo, w rejonie mukaczewskim, w obwodzie zakarpackim, na Ukrainie. Leży na linii Lwów – Stryj – Batiowo – Czop.
Przystanek istniał przed II wojną światową.